# Itinerantes

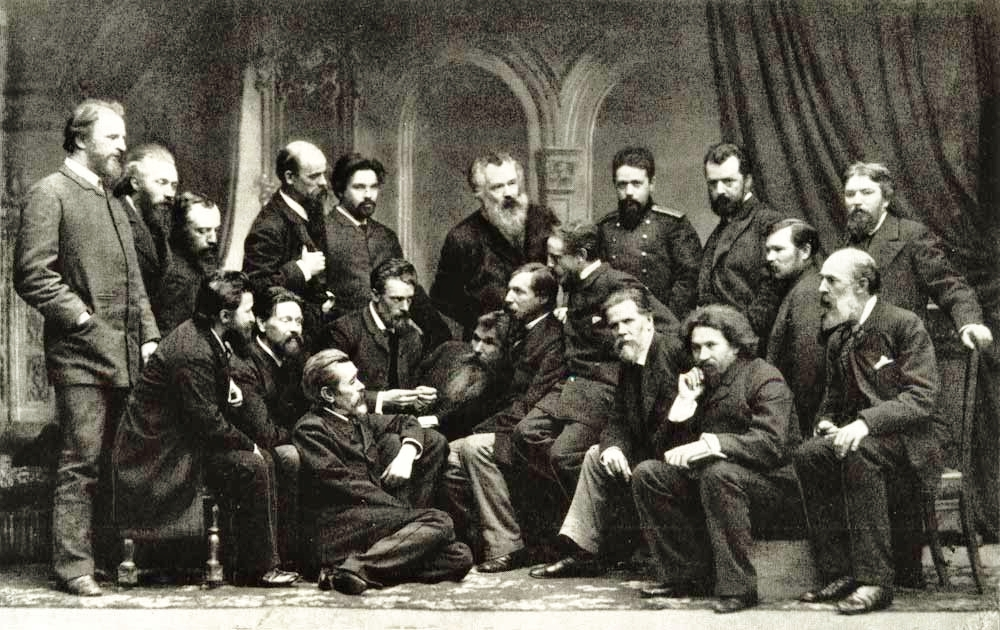
Da esquerda à direita; em pé: Ammosov; Kisselev; Nevrev; Makovski; Litovchenko; Prjanichnikov; Lemoh; Kramskoi; Repin; Ivanov; Makovski. sentados: Mjassojedov; Savizki; Polenov; Volkov; Surikov; Shishkin; Jarochenko; Brjullov e Beggrov.

A Sociedade de Exposições Itinerantes de Obras de Artistas Russos, mais conhecida como os Itinerantes (Vagabundos ou Ambulantes — em russo:  передви́жники, transl. peredvíjniki), foi um grupo de pintores russos que fundaram um movimento dissidente da Academia Imperial de São Petersburgo em 1870. 
Embora sua proposta tivesse um fundo romântico, foram a maior força para a divulgação do realismo na arte russa, agregando em seu auge os melhores talentos de sua época e praticando uma pintura nacionalista de crítica social.
Tiveram seu apogeu entre 1870 e 1880, com primeira exposição em 1871; a sociedade durou por mais de meio século, até 1923 quando muitos de seus membros integraram a Associação de Artistas da Rússia Revolucionária (AKhRR).

## Origens do movimento

Ivan Kramskoi: Retrato de Ivan Shishkin, 1873. Galeria Tretyakov

Em meados do século XIX a pintura na Rússia estava relativamente atrasada em relação ao que acontecia no restante da Europa. Seus princípios ainda se regiam pelas convenções do Academismo neoclássico, em grande parte inspirado ali pela arte italiana. Segundo eles, a arte da Itália tinha todo o necessário para a realização da "grande pintura" histórica, o gênero então mais prestigiado. Outros gêneros eram considerados menores e impróprios para o artista educado pela Academia, sendo mal tolerados em seu ambiente. Os motivos para essa pintura histórica eram geralmente retirados da Bíblia, da mitologia greco-romana e dos grandes eventos da história antiga. Apenas obras dentro destes limites estreitos podiam concorrer ao prêmio máximo nos concursos da Academia, a medalha de ouro, que dava direito a uma bolsa de estudos no exterior.
Alguns artistas integrantes da Academia Imperial, como Mikhail Shibanov e Nikolai Argunov, já haviam feito tentativas de expandir a temática, pintando cenas com camponeses ou imagens das vilas do interior, dentro de uma abordagem idealizada e idílica, mas a receptividade encontrada para tais obras fora mínima. Em torno de 1840 outro artista, Pavel Fedotov, realizou estudos satíricos sobre a vida burguesa, e teve mais sucesso que seus antecessores, obrigando a Academia a fazer algumas concessões. Premiou algumas obras nesse gênero, e permitiu que mais alunos se dedicassem a uma pintura do cotidiano, mas os avanços foram na verdade limitados.

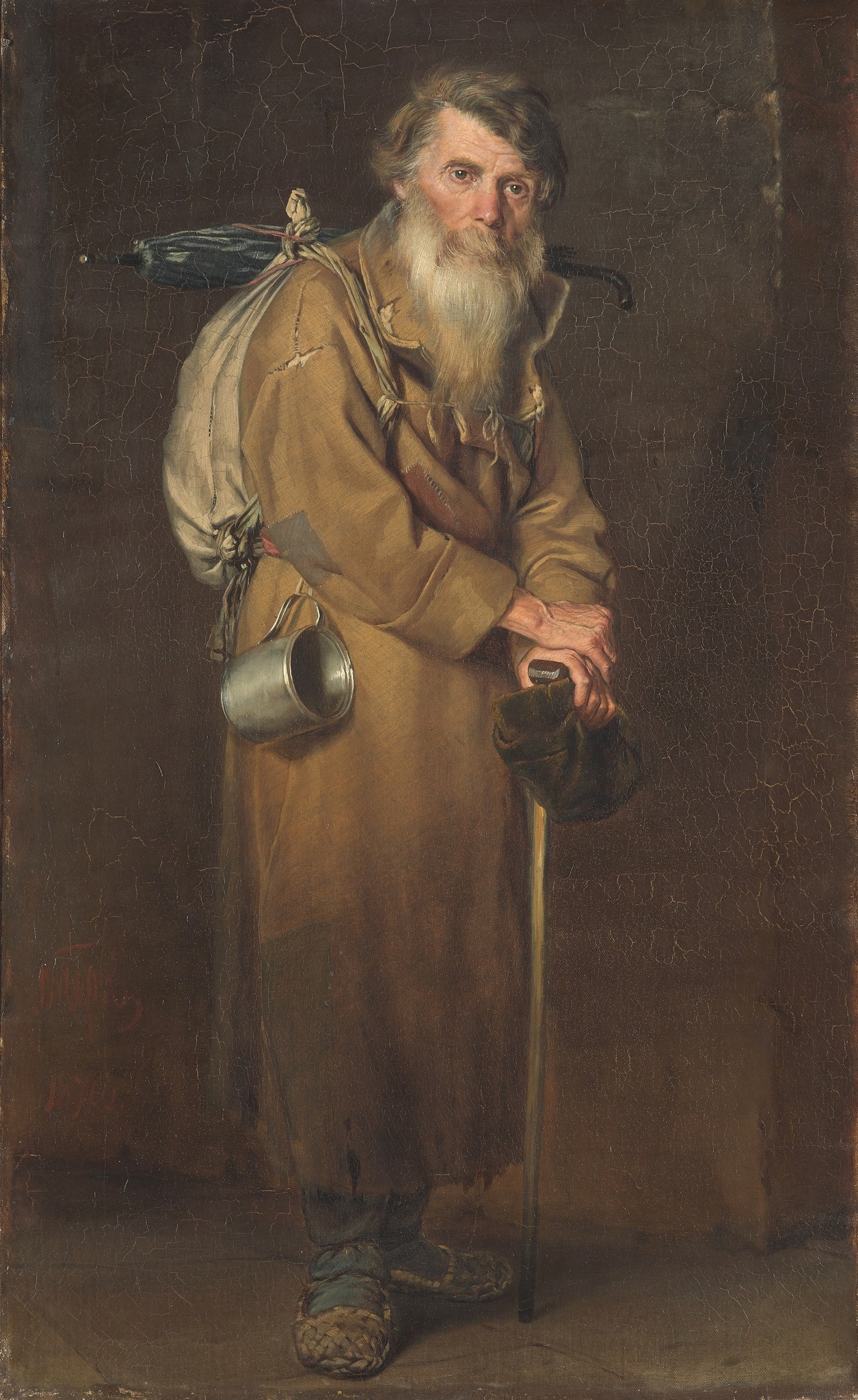
Vasily Perov: Velho camponês, 1870

Somente em 1861 se levantou uma voz de peso na defesa dessa nova tendência, na pessoa de Vladimir Stasov, influente crítico de arte, numa fase em que muitos ainda permaneciam fiéis à antiga prática e deploravam a decadência da pintura russa que as inovações alegadamente produziam. Stasov não apenas apoiou as inovações mas criticou diretamente o conservadorismo dos acadêmicos, exigindo que a pintura se voltasse para a realidade nacional e prestigiasse temas populares.
Mas o estopim para a formação do grupo dos Itinerantes surgiu quando treze artistas  foram selecionados em 1863 para concorrer à medalha de ouro. Conforme as regras do concurso, os jurados meses antes escolhiam um tema sobre o qual os artistas deveriam trabalhar. Neste ano foram escolhidos os sentimentos como foco temático, à livre escolha do participante, flexibilizando a prática anterior quando um assunto definido era indicado. Percebendo que a Academia começava a alargar seus critérios, os treze então solicitaram que fosse dada liberdade completa de escolha do tema. A petição não apenas foi rejeitada mas desencadeou uma reação, revisando-se as regras do concurso e voltando-se ao tema único como sempre acontecera. Foi então escolhido o tópico "A festa de Odin no Valhala". Desapontados, os treze pintores, liderados por Ivan Kramskoi, renunciaram à competição e abandonaram a Academia, formando uma associação chamada Associação dos Artistas Livres.
Não foi apenas um ato de insubordinação, mas o reflexo das convicções que mantinham, acreditando que o artista deveria poder escolher seus sujeitos conforme suas preferências e elaborá-los conforme sua visão, sem ter de prestar contas por isso a instâncias superiores. A Associação definiu estatutos e passou a receber encomendas. O seu sucesso atraiu outros, mas logo os seus membros se envolveram em disputas internas, e em 1870 Kramskoi abandonou a Associação. Com o incentivo de G. G. Miasoedov, fundou então no mesmo ano a Sociedade de Exposições Itinerantes de Obras de Artistas Russos.

## Evolução, características e significado
Kramskoi convidou alguns de seus antigos parceiros na Associação, mas os primeiros tempos da nova Sociedade foram hesitantes, e houve algumas tentativas de lhes tolher os movimentos por parte das autoridades, embora sem maior resultado. Os objetivos do grupo eram:
- Educar o povo possibilitando que entrasse em contato com a nova arte russa;
- Formar um novo gosto e conceito de arte;
- Formar um novo mercado para essa arte nova.[6]

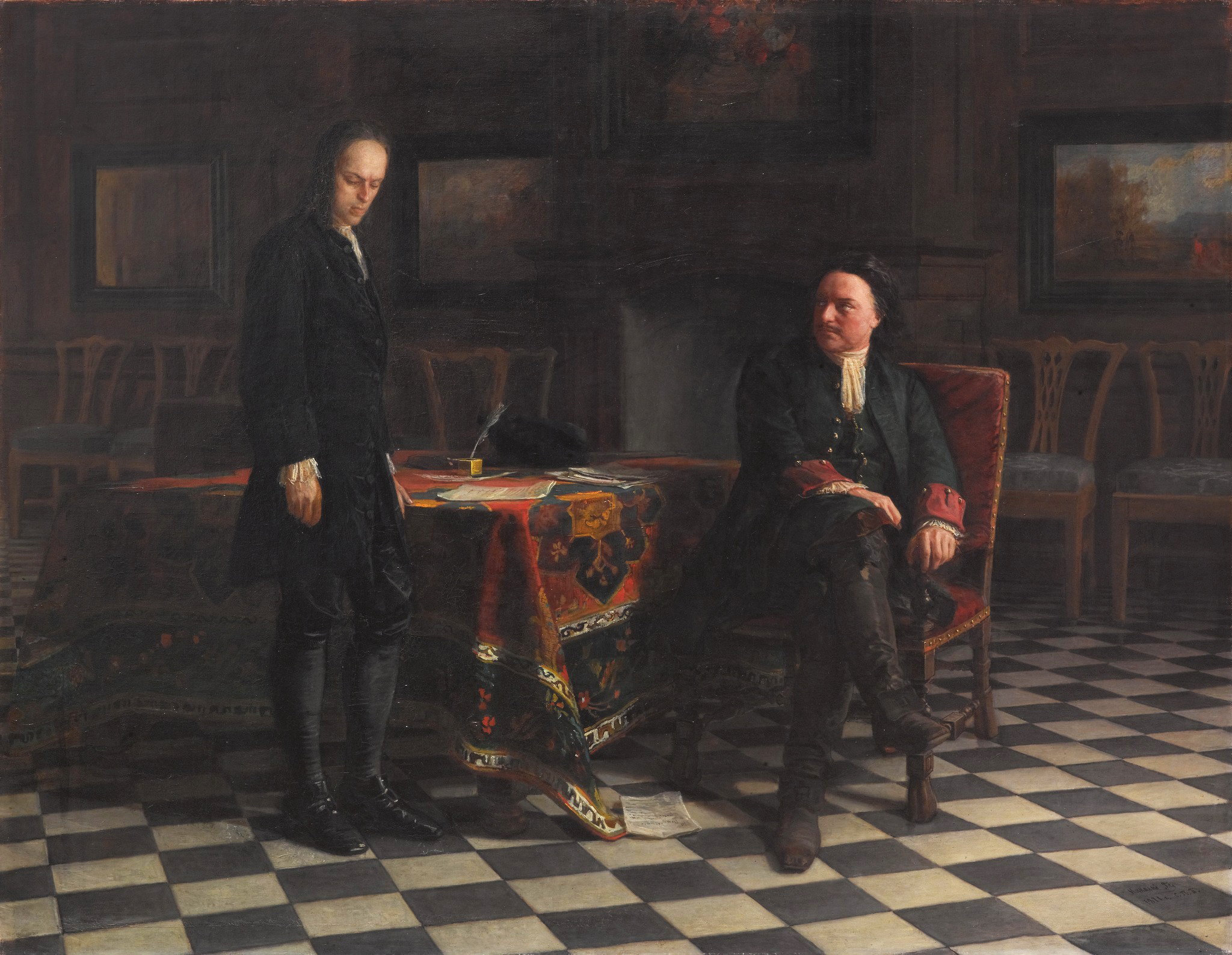
Nikolai Ge: Pedro o Grande interrogando o czarevitch Alexei Petrovich, 1871. Museu Russo. Esta obra integrava a primeira exposição dos Itinerantes

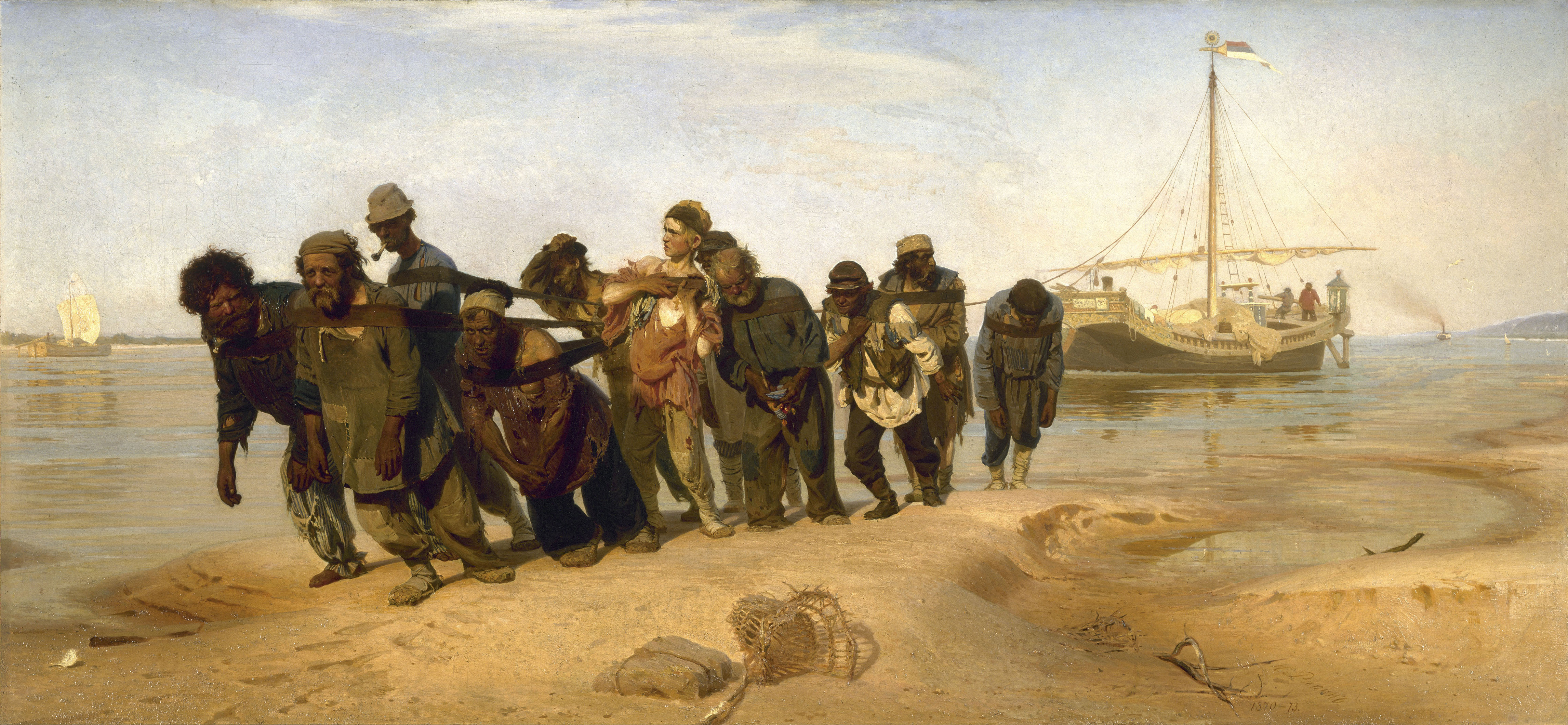
Ilia Repin: Barqueiros do Volga, 1870-1873. Museu Russo

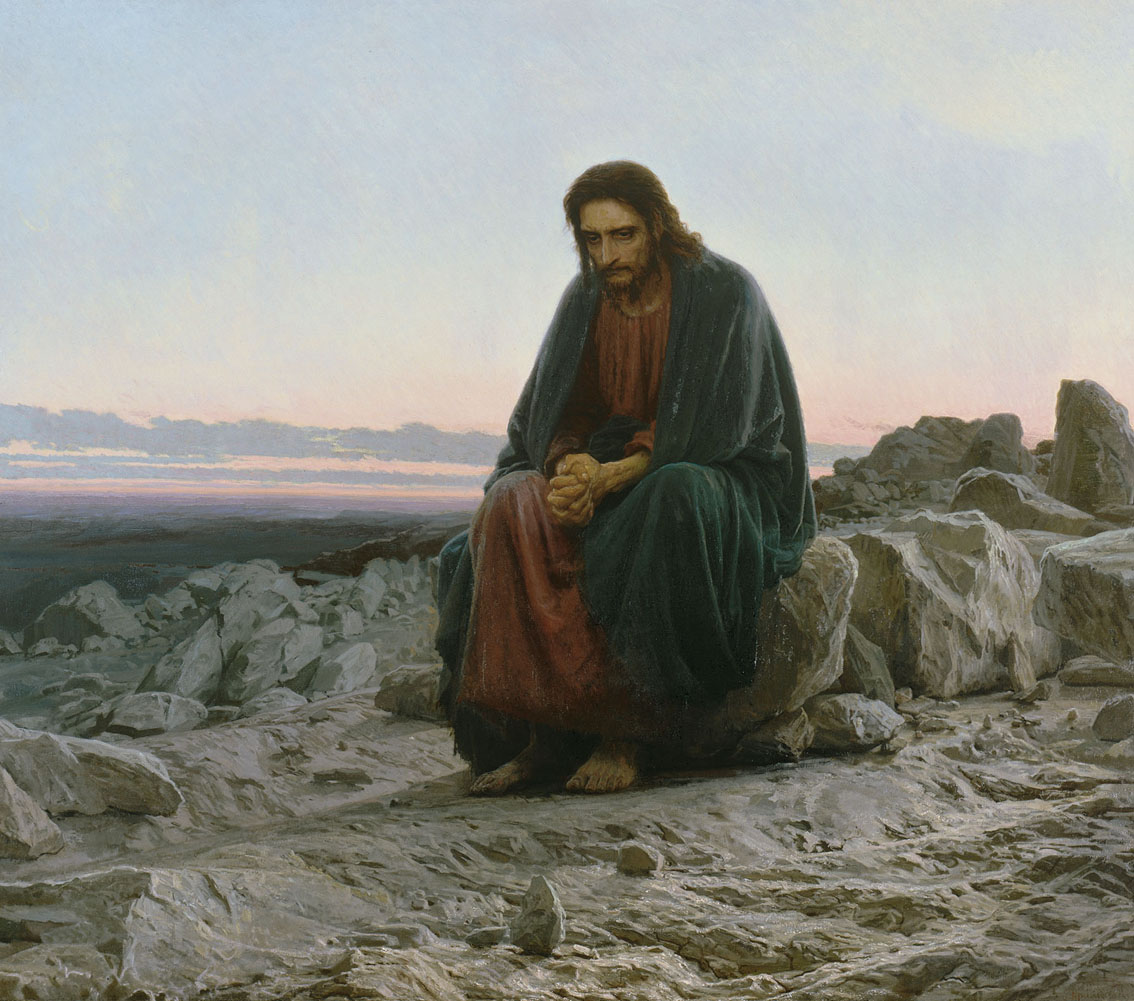
Ivan Kramskoi: Cristo no deserto, 1872

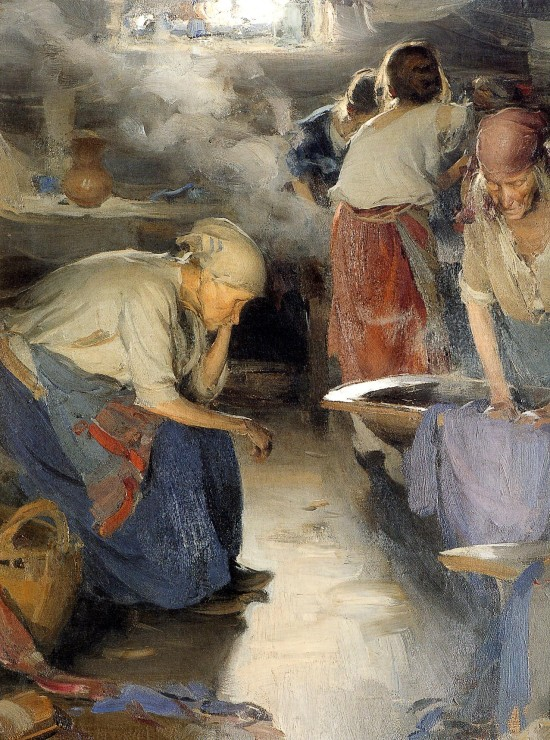
Abram Arkhipov: As lavadeiras, c. 1901. Galeria Tretyakov

Sua primeira exposição pública aconteceu em 1871 na própria Academia Imperial, com uma repercussão extremamente positiva, e o evento foi saudado até por críticos usualmente reticentes como Mikhail Saltykov-Shchedrin, em especial porque a exposição deveria não só ser apresentada em São Petersburgo e Moscou como percorrer outras cidades do interior. Foi a primeira vez que uma exposição de arte poderia ser vista por um público mais amplo, que até então só podia conhecer as novidades da pintura vendo reproduções em jornais, catálogos e gravuras. A iniciativa foi um sucesso de crítica e também comercial, e muitas obras foram adquiridas pela própria família imperial. O importante colecionador Pavel Tretyakov foi de grande ajuda na promoção do trabalho do grupo adquirindo muitas peças, o que permitiu-lhes trabalhar com tranquilidade sem terem de ceder a pressões externas.
A Sociedade dos Itinerantes nos trinta anos seguintes produziu mais de 3.500 pinturas, que foram vistas por mais de um milhão de pessoas em um grande número de cidades. Funcionou até 1923, tendo organizado 48 exposições, até que foi dissolvida e assimilada à Associação dos Artistas da Rússia Revolucionária.

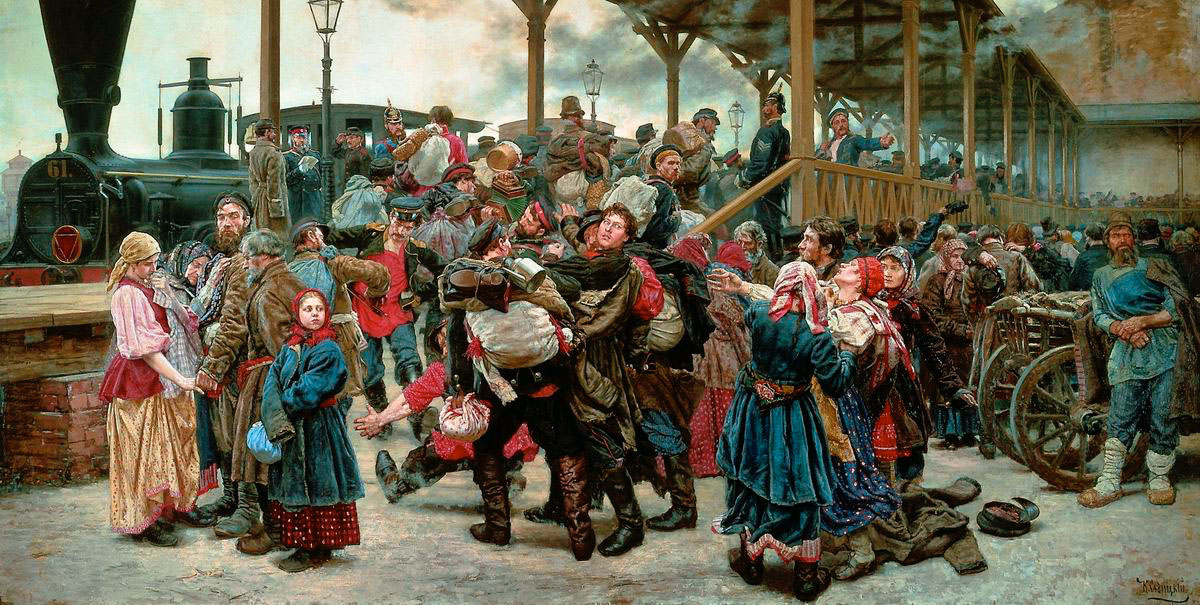
Konstantin Savitsky: Indo para a guerra, 1888

Os Itinerantes foram influenciados pelas idéias de Vissarion Belinsky e Nikolai Chernyshevsky. Como os demais eslavófilos, eles consideravam a servidão, a censura e a pena de morte como influências nefastas do ocidente. Seus escritos foram proibidos pelas autoridades mas acabaram sendo publicados, contribuindo para a formação dos conceitos motivadores dos treze artistas que primeiro abandonaram a Academia. Sua visão estava baseada na crítica social e política em oposição ao puro esteticismo acadêmico, e se apoiavam principalmente no trabalho de Chernyshevsky para justificar seu desejo de liberdade artística e de poder com ela serem úteis à formação de uma sociedade mais justa.
A origem de seus membros era variada; alguns eram camponeses, outros da burguesia urbana, e havia até nobres, mas todos se moviam com um objetivo comum de mostrar através da arte a vida na Rússia como ela era, e com isso lutar para sua melhoria, uma vez que as condições sociais eram tudo menos equitativas em seu tempo. Associavam assim um estilo basicamente realista, do qual foram os principais divulgadores, com uma base ideológica de fortes traços românticos, idealistas e nacionalistas.
Encaravam seu trabalho como uma missão sagrada. Vladimir Stasov, um dos mais ardentes incentivadores do grupo, disse que "os artistas que desejavam se unir para reformar sua sociedade não o estavam fazendo com o propósito de criar belas pinturas e estátuas com a finalidade única de ganhar dinheiro. Estavam tentando criar um alimento para as mentes e os sentimentos do povo". Retrataram não apenas a triste vida dos desfavorecidos pela fortuna, mas também a beleza que havia na paisagem nacional, no cotidiano camponês e no seu folclore, e a força do caráter do povo. Sua aparição na cena cultural russa foi uma condenação clara do autoritarismo aristocrático que prevalecia. Com o passar dos anos seu escopo temático se ampliou para incluir a pintura de gênero, a pintura religiosa, o retrato psicológico e as composições históricas tratando do passado russo, e sua paleta se tornou mais clara e colorida. Sua obra serviu como meio efetivo de divulgação de ideais democráticos e morais, de educação estética da população, além de veicular importantes avanços em termos de técnica que conduziram ao impressionismo..
Com o sucesso do grupo, que em pouco tempo aglutinou a maioria dos melhores talentos da pintura russa de sua época, a academia já não podia mais ignorá-los, e não só sua influência estética se fez sentir no meio acadêmico, mas também diversos deles foram contratados como professores. Muitos deles haviam ingressado na sociedade porque acreditavam que a arte precisava alcançar um público mais vasto, e que deveria servir como uma força para o avanço social e o combate às injustiças e preconceitos. Mas quando seus ideais foram abraçados pela academia, começou a perder a vitalidade contestadora e as pesquisas mais arrojadas começaram a ser banidas pelo próprio grupo que fora em sua origem uma vanguarda rejeitada pela oficialidade. O ciclo se repetia. Então diversos membros deixaram o grupo para prosseguir em rumos individuais, em liberdade. No final a arte dos Itinerantes já não espelhava os novos tempos e as mudanças na sociedade, e seu realismo de cunho social foi suplantado pelo decorativismo art nouveau do grupo Mundo da Arte e pelas vanguardas abstratas do modernismo. Mesmo assim sua proposta original voltou a ser prestigiada quando o governo revolucionário assumiu o poder e estabeleceu as diretrizes para a formação do realismo socialista, do qual os Itinerantes foram um precursor e onde diversos de seus representantes encontraram espaço para continuar em atividade.

## Alguns integrantes do grupo
Abram Arkhipov, Nikolai Ge, Nikolay Kasatkin, Arkhip Kuindzhi, Ivan Kramskoi, Isaac Levitan, Rafail Sergeevich Levitsky, Vladimir Makovsky, Vassili Maximovitch Maximov,Grigoriy Myasoyedov, Leonid Pasternak, Vasily Perov, Vasily Polenov, Illarion Pryanishnikov, Ilya Repin, Andrei Ryabushkin, Konstantin Savitsky, Alexei Savrasov, Valentin Serov, Emily Shanks, Ivan Shishkin, Vasily Surikov, Apollinary Vasnetsov, Viktor Vasnetsov, Nikolai Yaroshenko,

## Galeria

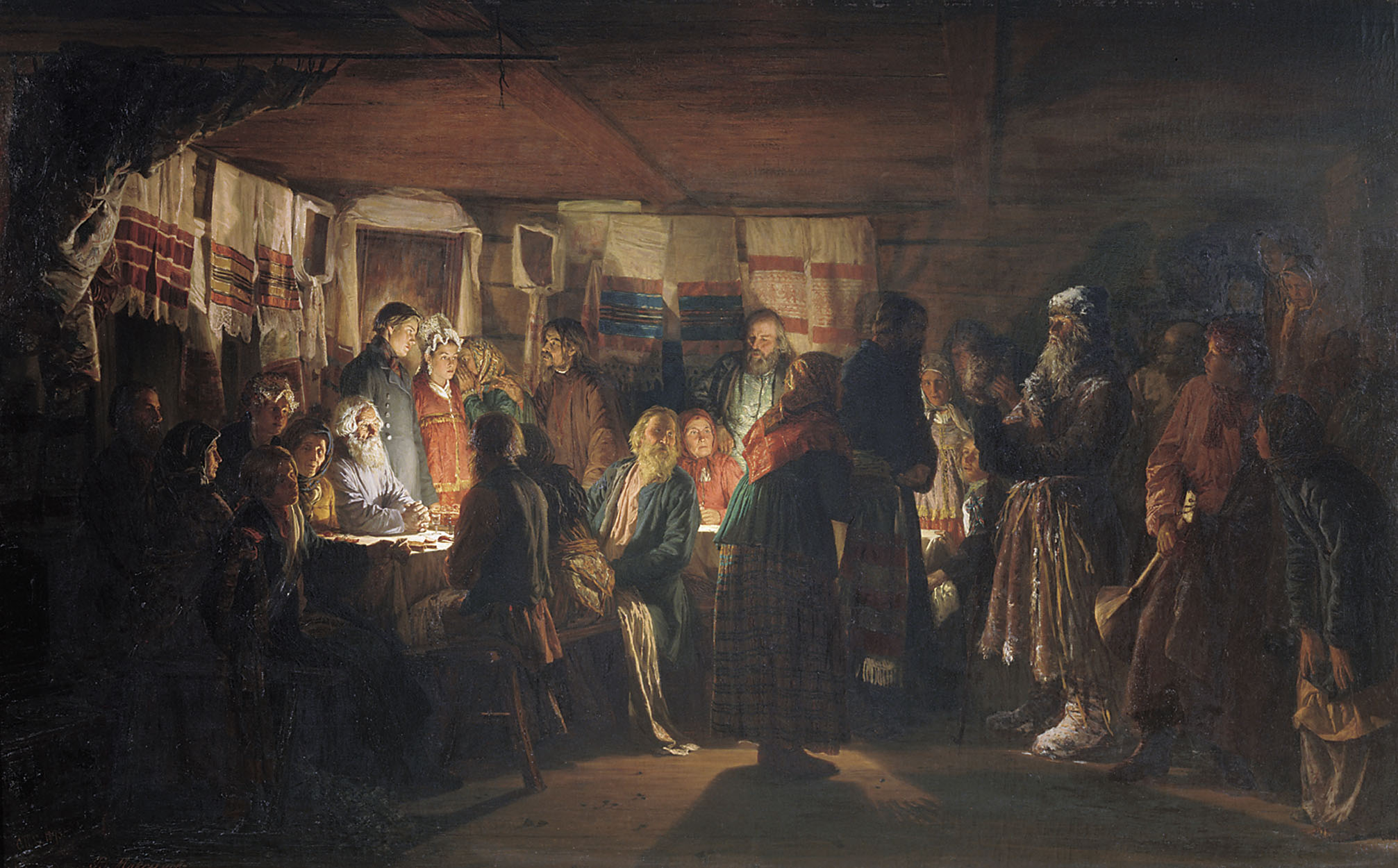
Vassily Maximov: Um feiticeiro chega para o casamento dos camponeses, 1875
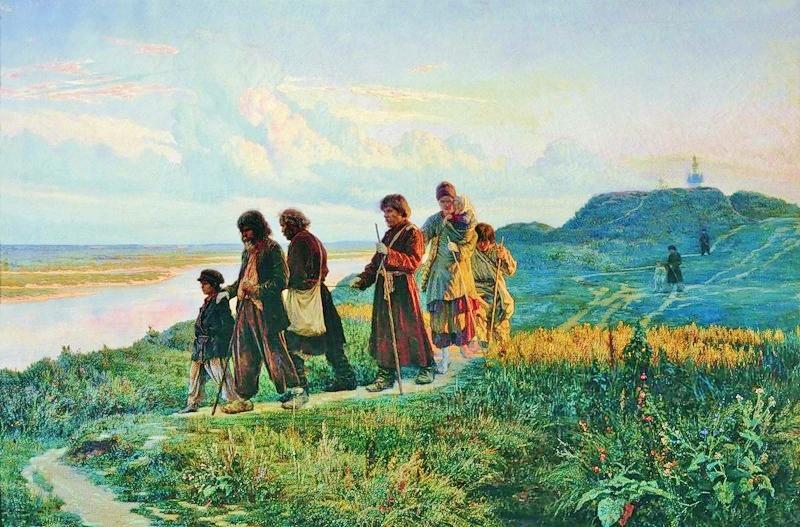
Nikolai Yaroshenko: Os cegos, 1879
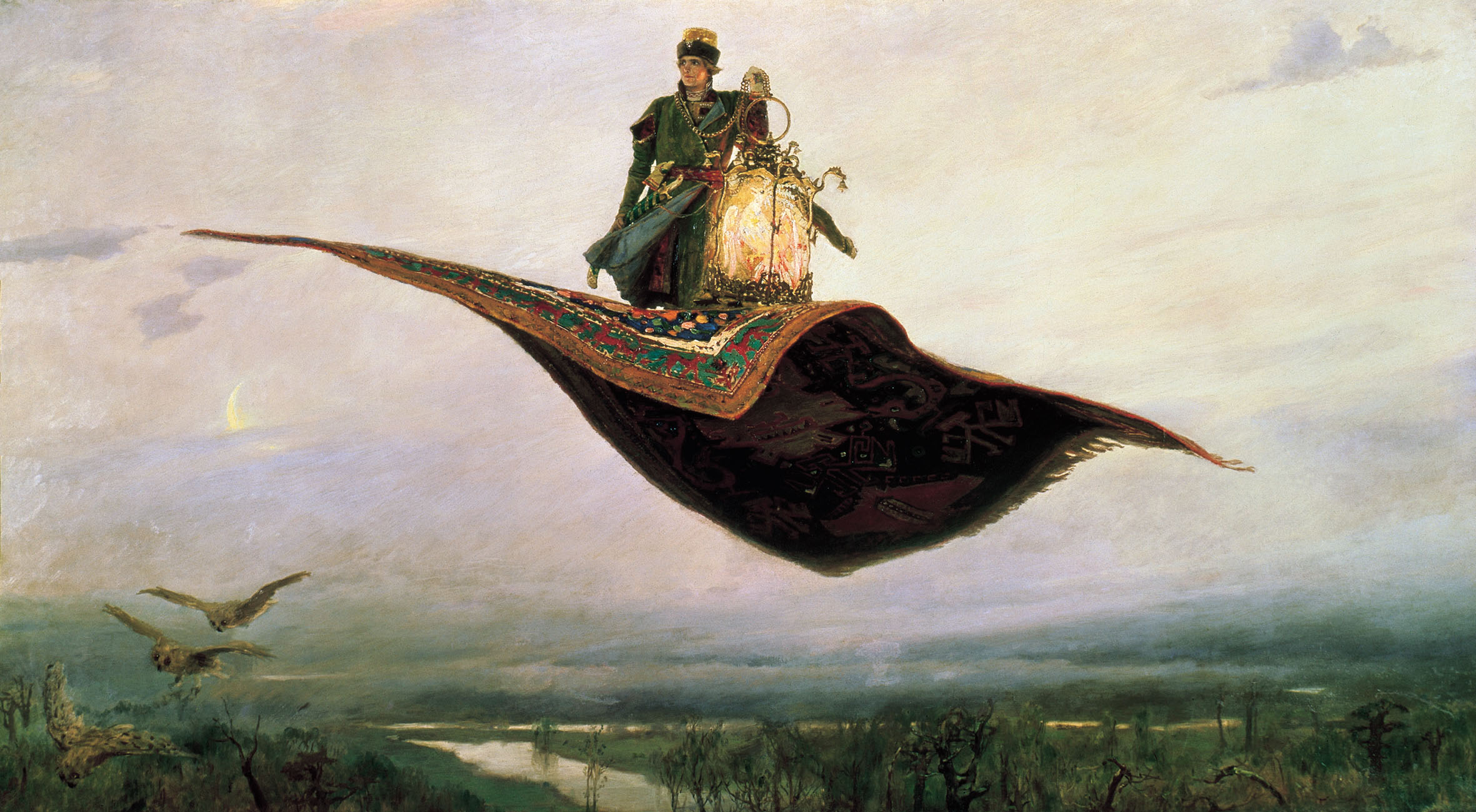
Viktor Vasnetsov: Ivan Tsarevich e o pássaro de fogo, 1880
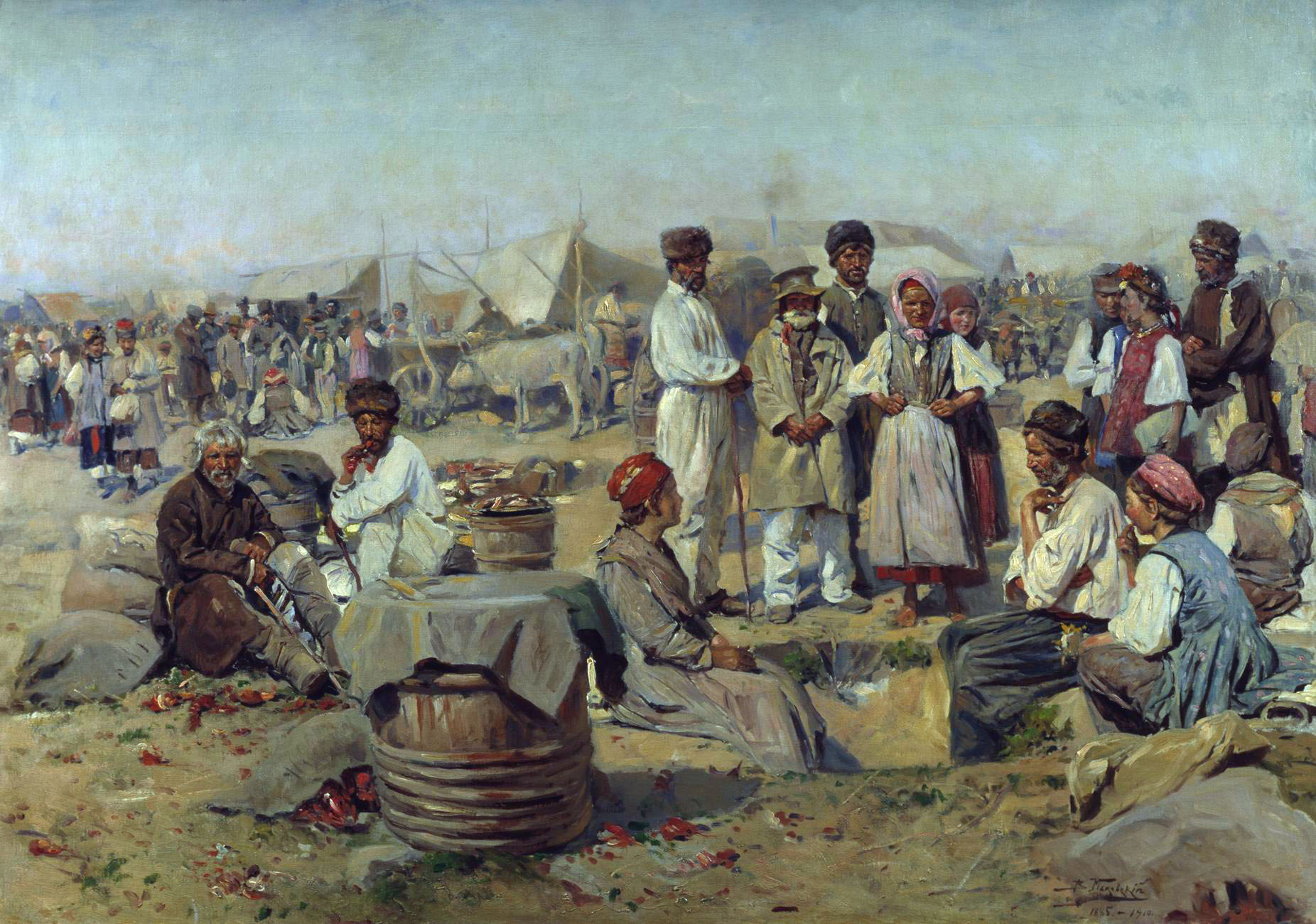
Vladimir Makovsky: Mercado em Poltava
Ivan Shishkin: Chuva na floresta, 1891
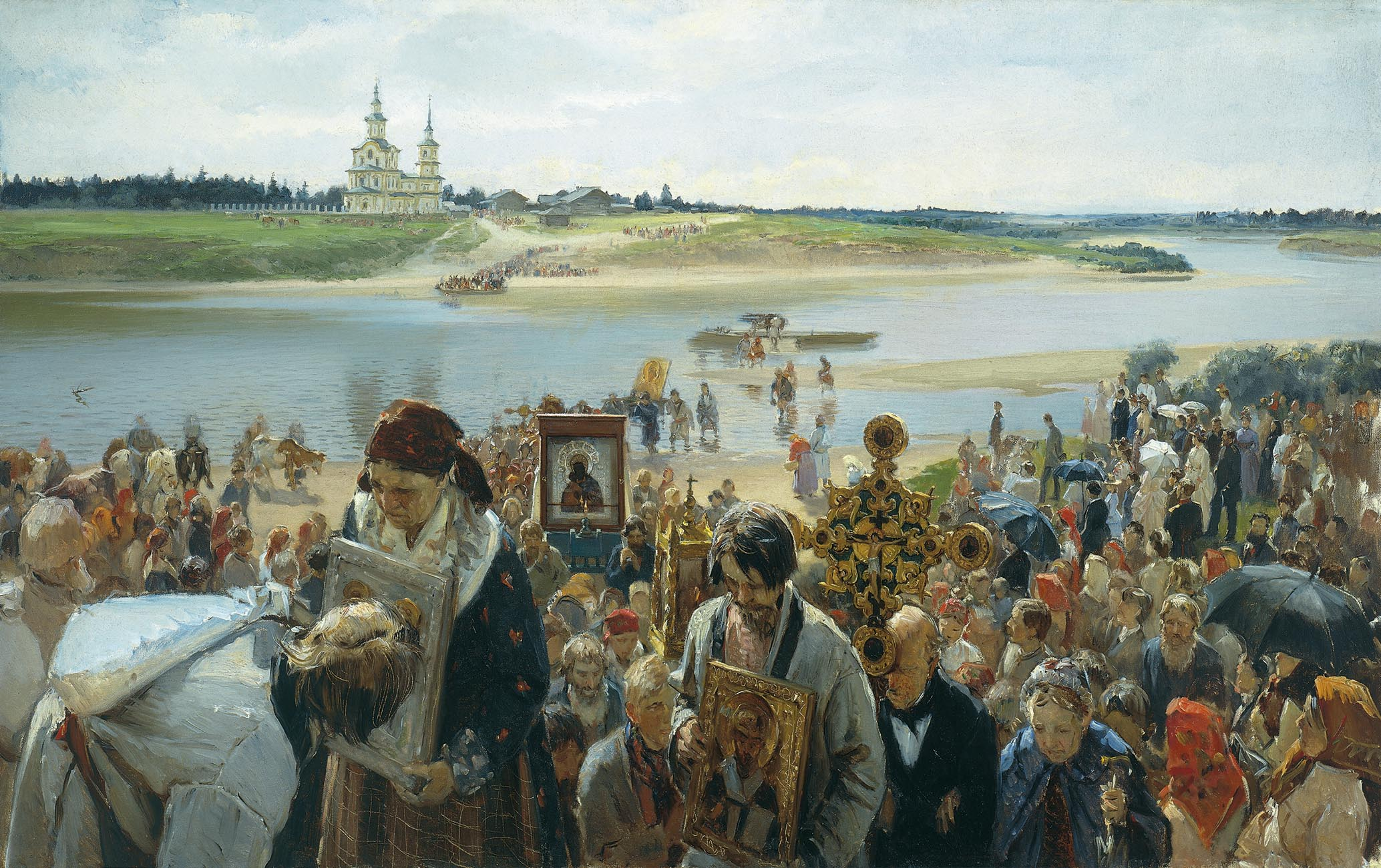
Illarion Pryanishnikov: Procissão de Páscoa, 1893
Valentin Serov: Retrato de Isaac Levitan, 1893. Galeria Tretyakov
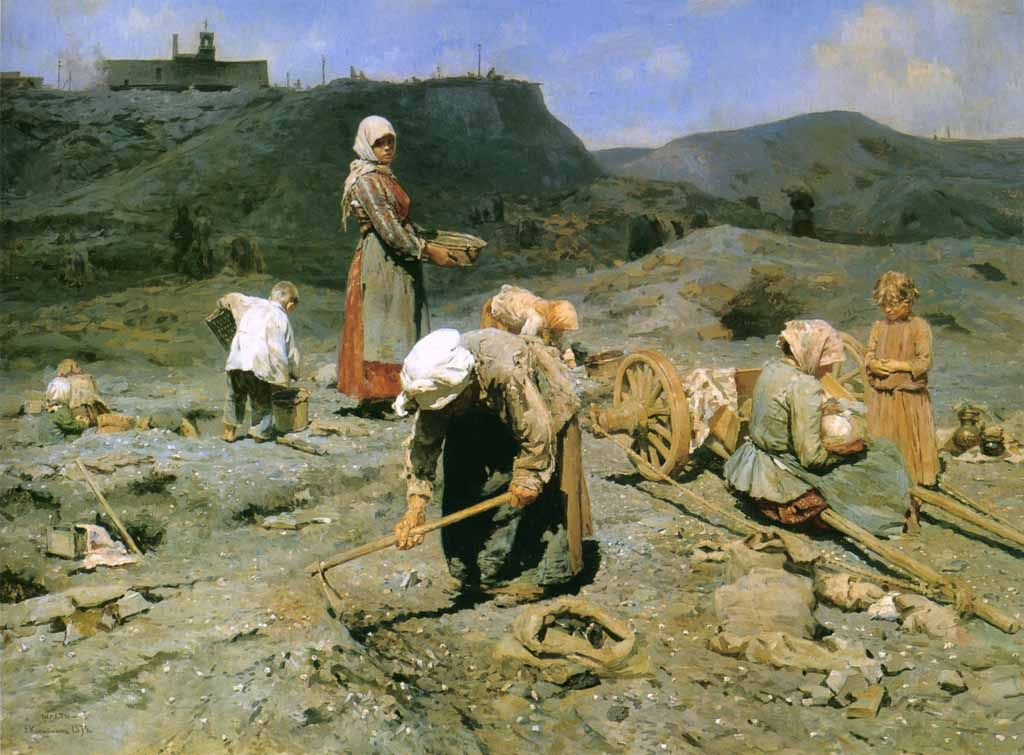
Nikolay Kasatkin: Pobres recolhendo carvão, 1894
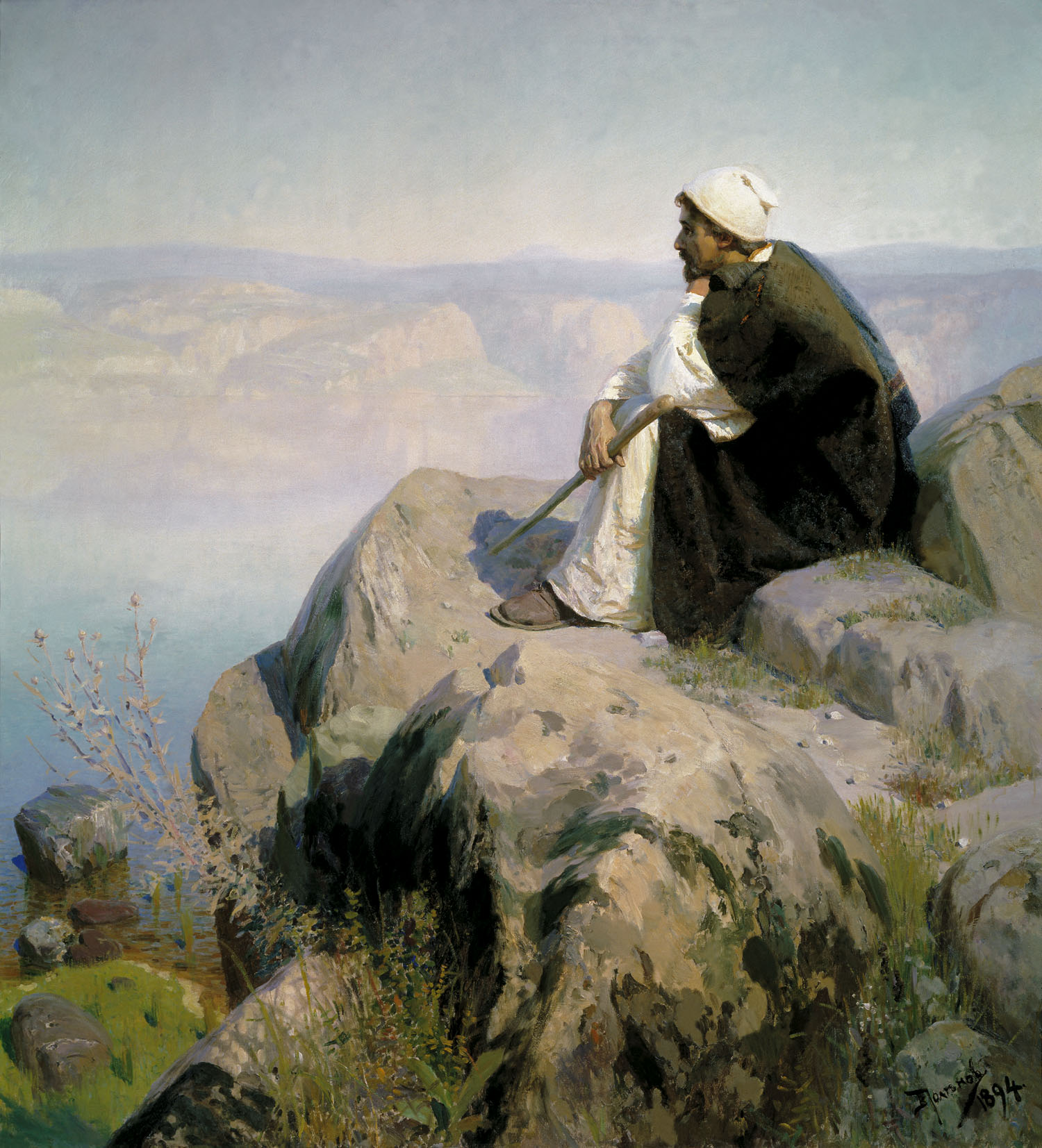
Vasily Polenov: Sonhos, 1895
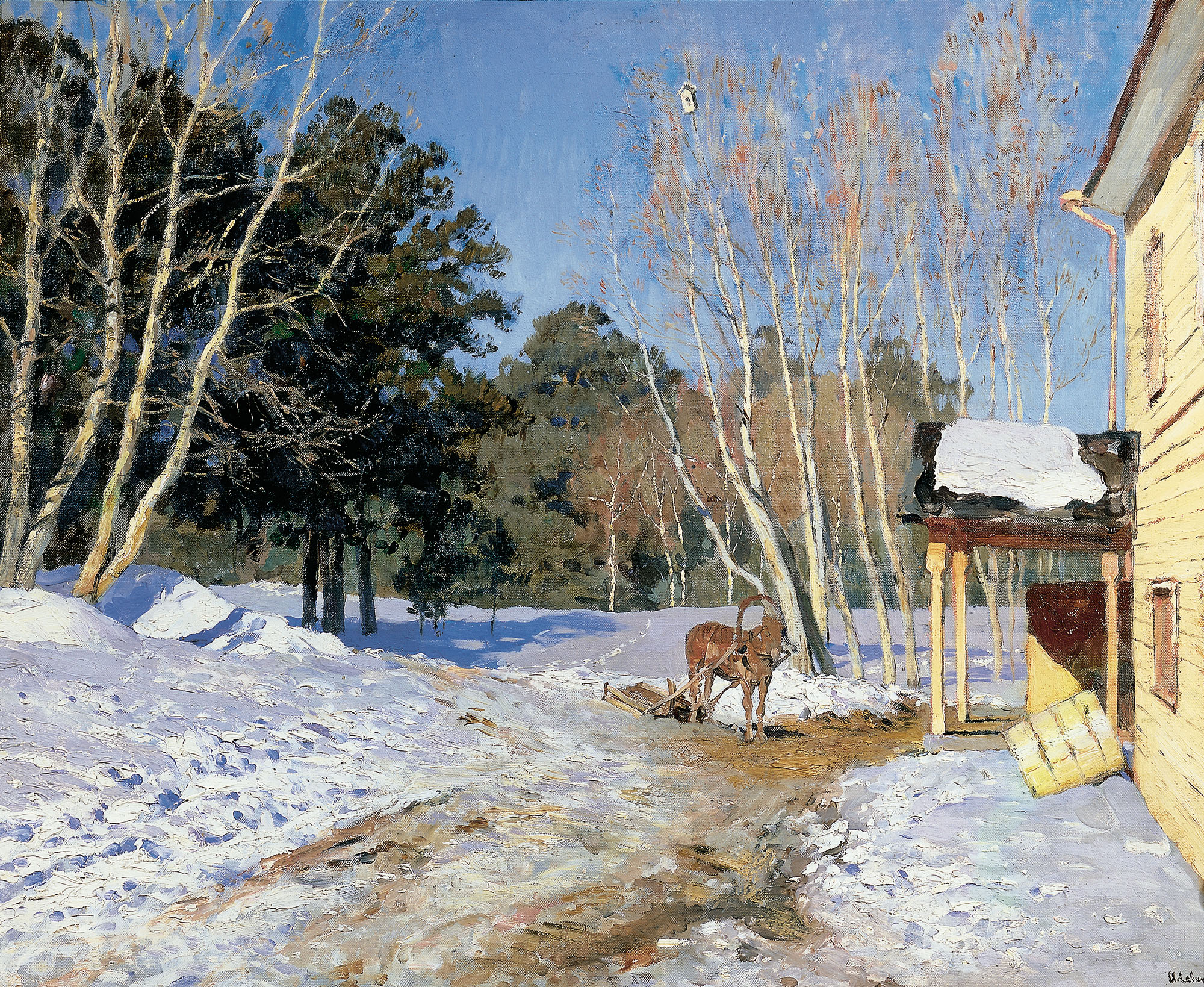
Isaac Levitan: Março, 1895
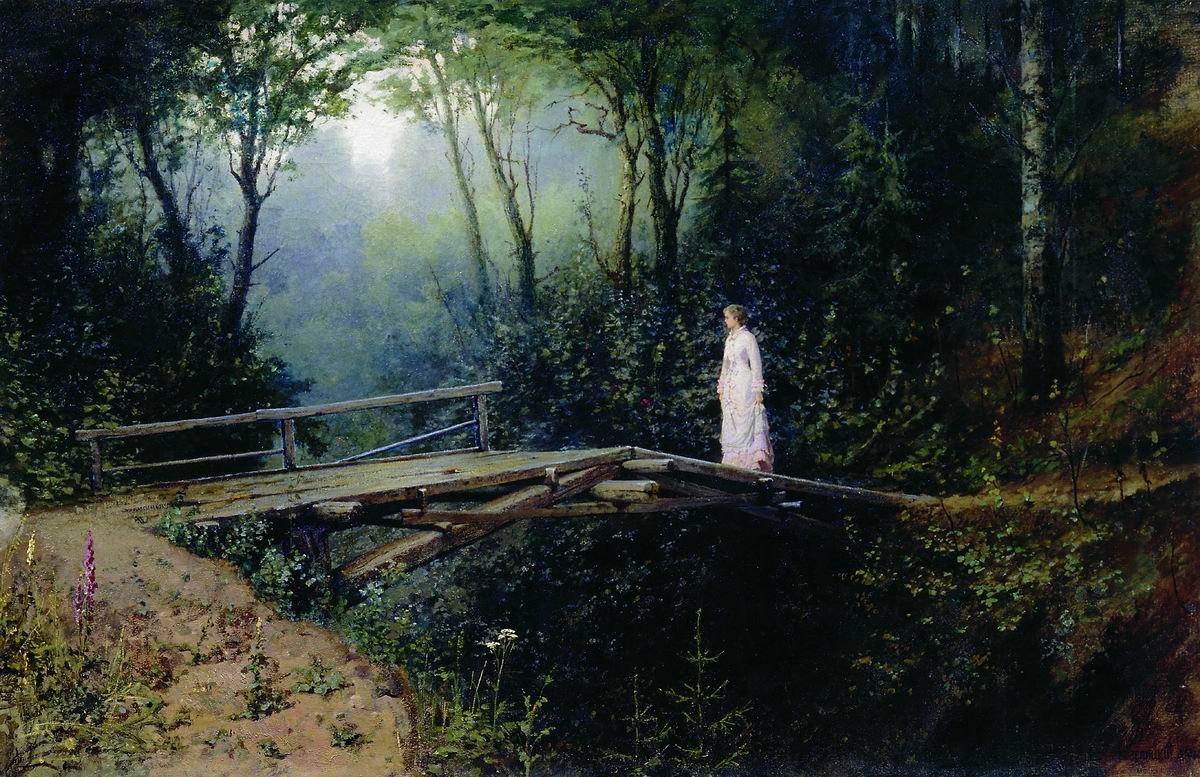
Rafail Levitsky: Ponte na floresta, 1895-96. Museu Regional de Belas Artes de Stavropol
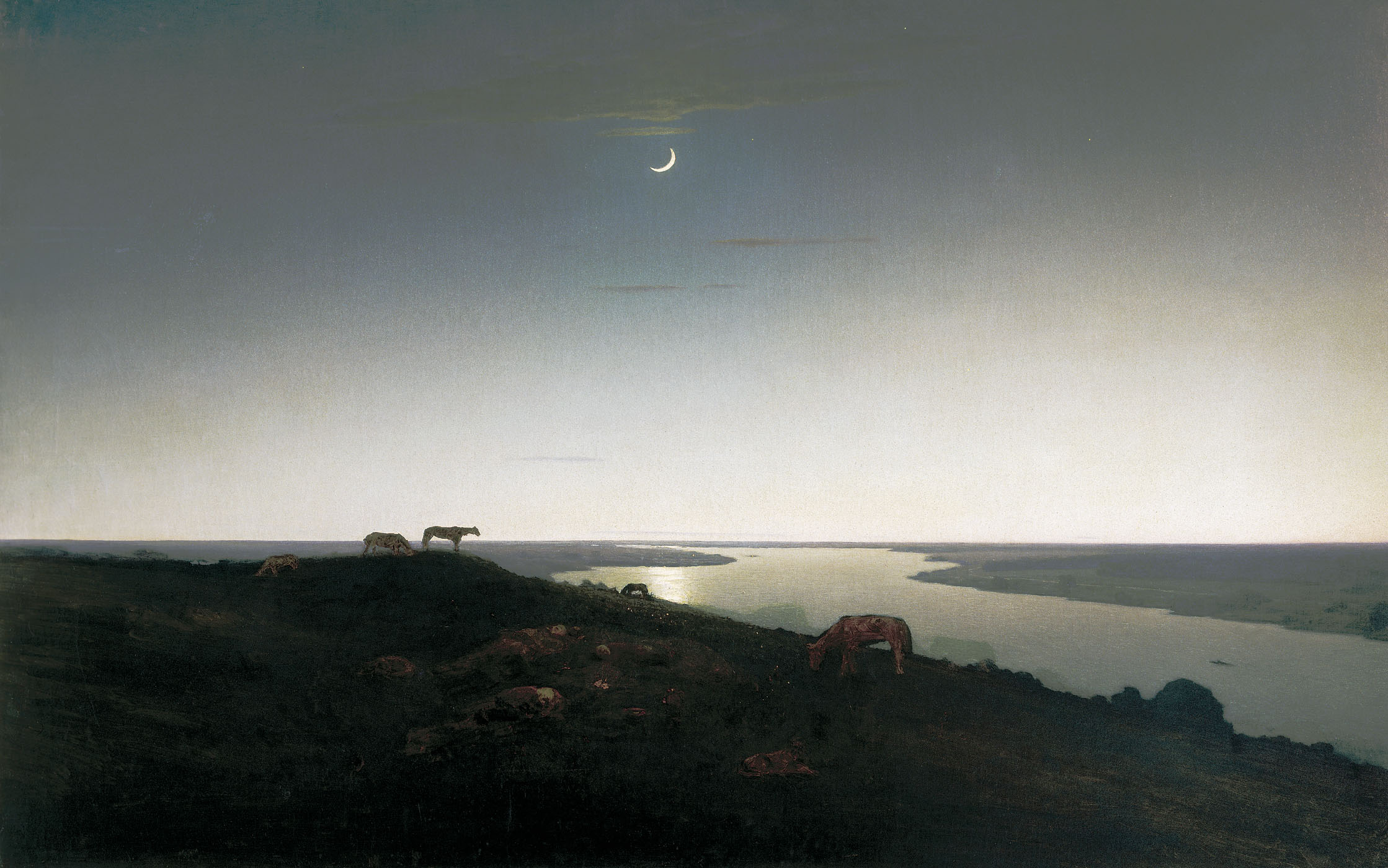
Arkhip Kuindzhi: Vigília, 1905—1908